# Partito Repubblicano Democratico e Sociale
Il Partito Repubblicano Democratico e Sociale (in francese: Parti Républicain Démocratique et Social - PRDS) è un partito politico fondato in Mauritania nel 1991 su iniziativa dell'allora Presidente Maaouya Ould Sid'Ahmed Taya.
È stato il partito egemone del Paese fino al 2005, quando Taya, che ricopriva la carica di Presidente dal 1984, fu destituito a seguito di un colpo di Stato. Il partito espresse inoltre i Primi ministri succedutisi dal 1992 al 2007.
Nel 2005 ha mutato denominazione in Partito Repubblicano Democratico per il Rinnovamento (Parti Républicain Démocratique pour le Renouveau).
Alle elezioni parlamentari del 2013 ha ottenuto 3 seggi.